# چرخ پیرو

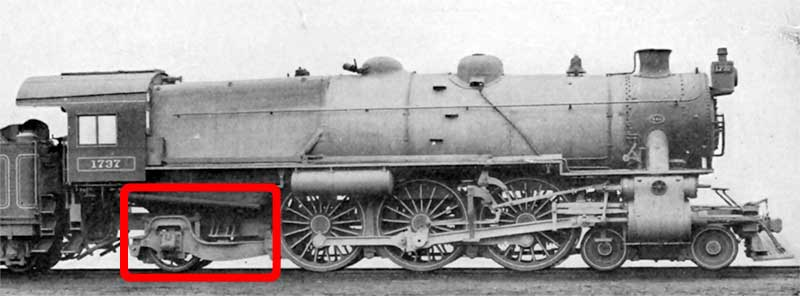
چرخ‌های پیرو (علامت‌زده‌شده) در یک لوکوموتیو ۴-۶-۲. سری چرخ‌های وسط چرخ‌های پیشران و دو جفت چرخ جلو چرخ‌های پیشرو هستند.

در لوکوموتیوهای بخار به چرخ یا اکسلی که از خود نمی‌چرخد و در پشت چرخ‌های پیشران و چرخ‌های پیشرو قرار گرفته، چرخ پیرو می‌گویند.
اکسل (محور) چرخ پیرو معمولاً بر روی هزارچرخ (بوژی) پیرو قرار می‌گیرد.